# Corchorus hygrophilus
Corchorus hygrophilus är en malvaväxtart som beskrevs av Allan Cunningham och George Bentham. Corchorus hygrophilus ingår i släktet Corchorus och familjen malvaväxter. Inga underarter finns listade i Catalogue of Life.